# Adelbert Heinrich von Baudissin
Adelbert Heinrich rigsgreve von Baudissin (25. januar 1820 i Hovedgård – 28. marts 1871 i Wiesbaden) var en tysk forfatter, bror til Ulrich von Baudissin og far til forfatteren Wolf Ernst Hugo Emil von Baudissin.
Han var søn af grev Christian Carl von Baudissin og og Anna Henriette Magdalene Kunniger (syvende barn ud af en børneflok på 13), blev student fra Slesvig Domskole og uddannede sig fra 1837 til bjergbrugskandidat på Bjergakademiet i Freiberg i Sachsen, hvor han i 1838 blev medlem af Corps Franconia. Baudissin blev derefter ansat i østrigsk tjeneste. Under Treårskrigen gik han som frivillig ind i den slesvig-holstenske oprørshær (mens hans ældre broder Ulrich von Baudissin kæmpede som officer på dansk side og blev hårdt såret ved Dybbøl 1849). Efter krigen måtte han forlade Slesvig og udvandrede i 1852 til Nordamerika, hvor han begyndte som landbruger og endte som redaktør. Ved den amerikanske borgerkrigs udbrud 1862 vendte han tilbage til Europa og bosatte sig i Altona, hvor han levede som forfatter, indtil han efter 1864 blev ansat som digeinspektør på Vesterhavsøerne. I den fransk-tyske krig 1870 opholdt han sig ved den tyske hær som korrespondent for flere blade. I Metz blev han syg og døde på hjemvejen i Wiesbaden 28. marts 1871. Foruden en Geschichte des schleswig-holsteinischen Krieges von 1848 (Hannover 1863) har han skrevet nogle meget læste historiske romaner: Christian VII und sein Hof (1863), Philippine Welser (1864), samt skildringer af livet i Nordamerika og skitser fra Hertugdømmerne og fra de dansk-tyske krige: Hüben und drüben (1862), Schleswig-Holstein meerumschlungen (1865).